# Eolophus roseicapilla
Il galah o cacatua rosa (Eolophus roseicapilla (Vieillot, 1817)) è un uccello della famiglia dei Cacatuidi, diffuso in Australia. In passato era stato classificato sotto il genere Cacatua.

## Descrizione
Il galah presenta un piumaggio di colore rosa scuro su pancia, petto e guance, mentre il capo e il dorso sono di colore bianco. La caratteristica cresta è di colore bianco rosato. Ha una lunghezza di circa 25 centimetri e un peso di circa 200 grammi.

## Biologia
Predilige la vita in compagnia di altri esemplari vivendo prevalentemente in gruppi di diverse unità, e non avendo un'indole aggressiva ogni individuo stabilisce legami affettuosi con i suoi simili, indipendentemente dal sesso, tanto che secondo lo studioso Bruce Bagemihl il cacatua pettorosa presenta come frequenza di comportamento sessuale nel 44% con individui dello stesso sesso, nell'11% con entrambi i sessi e nel 44% con individui di sesso opposto.